# Promozione Sardegna 1972-1973
Nella stagione 1972-1973 la Promozione era il quinto livello del calcio italiano (il massimo livello regionale). Qui vi sono le statistiche relative al campionato in Sardegna.
Il campionato è strutturato in vari gironi all'italiana su base regionale, gestiti dai Comitati Regionali di competenza. Promozioni alla categoria superiore e retrocessioni in quella inferiore non erano sempre omogenee; erano quantificate all'inizio del campionato dal Comitato Regionale secondo le direttive stabilite dalla Lega Nazionale Dilettanti, ma flessibili, in relazione al numero delle società retrocesse dal Campionato Interregionale e perciò, a seconda delle varie situazioni regionali, la fine del campionato poteva avere degli spareggi sia di promozione che di retrocessione.

## Classifica finale
|  | Pos. | Squadra             | Pt | G  | V  | N  | P  | GF | GS | DR  |
|  | ---- | ------------------- | -- | -- | -- | -- | -- | -- | -- | --- |
|  | 1.   | Polisportiva Thiesi | 44 | 30 | 16 | 12 | 2  | 41 | 16 | +25 |
|  | 2.   | Calangianus         | 41 | 30 | 17 | 7  | 6  | 39 | 20 | +19 |
|  | 3.   | Portotorres         | 32 | 30 | 12 | 8  | 10 | 26 | 23 | +3  |
|  | 4.   | Gennargentu Pacini  | 32 | 30 | 11 | 10 | 9  | 39 | 39 | 0   |
|  | 5.   | Ozierese            | 32 | 30 | 9  | 14 | 7  | 24 | 27 | -3  |
|  | 6.   | Ilvarsenal          | 30 | 30 | 10 | 10 | 10 | 34 | 30 | +4  |
|  | 7.   | Ferrini             | 30 | 30 | 9  | 12 | 9  | 29 | 27 | +2  |
|  | 8.   | Tharros             | 30 | 30 | 10 | 10 | 10 | 27 | 27 | 0   |
|  | 9.   | Carbonia            | 30 | 30 | 9  | 12 | 9  | 21 | 22 | -1  |
|  | 10.  | Sant'Antioco        | 29 | 30 | 9  | 11 | 10 | 25 | 28 | -3  |
|  | 11.  | Luisiana            | 28 | 30 | 8  | 12 | 10 | 25 | 29 | -4  |
|  | 12.  | Villacidro          | 27 | 30 | 8  | 11 | 11 | 31 | 33 | -2  |
|  | 13.  | Decimoputzu         | 27 | 30 | 8  | 11 | 11 | 31 | 37 | -6  |
|  | 14.  | Sant'Elena          | 25 | 30 | 8  | 9  | 13 | 29 | 38 | -9  |
|  | 15.  | Tempio              | 23 | 30 | 8  | 7  | 15 | 35 | 43 | -8  |
|  | 16.  | Macomer             | 20 | 30 | 6  | 8  | 16 | 24 | 42 | -18 |

- Macomer e Sant'Elena sono retrocesse, poi ripescate.